# Patrick Sahle
Patrick Sahle (* 10. Juni 1968) ist ein deutscher Historiker und Digital Humanist.

## Leben
Patrick Sahle ist das dritte von vier Kindern des Ehepaares Helmut und Cornelia Sahle. Nach seinem Abitur am Gutenberg-Gymnasium in Bergheim und der Ableistung seines Zivildienstes studierte er von 1990 bis 1997 an der Universität zu Köln Mittlere und Neuere Geschichte, Politikwissenschaft und Philosophie. Sein Studium schloss er mit dem Magister artium ab. Parallel arbeitete er von 1995 bis 1997 als Tutor in Köln am Historischen Seminar und am Zentrum für historische Sozialforschung. In der Zeit von 1993 bis 1996 legte Sahle seinen Studienschwerpunkt auf die historische Sozialforschung. Von Oktober 1997 an belegte er an der Vatikanischen Apostolischen Bibliothek in Rom den Diplomstudiengang der Mediävistik, den er im Juni 1998 erfolgreich abschloss.
Im November und Dezember 1998 führte Sahle als wissenschaftlicher Mitarbeiter am Kölner Zentrum für Historische Sozialforschung eine Studie zum Thema „Der elektronische Zugriff auf Quellen. Vergleichende Studie über Projekte zur digitalen Bestandserschließung und zur Erschließung digitaler Bestände“ durch. Von November 1999 bis August 2000 arbeitete er unter Wilhelm Heinz Schröder als wissenschaftliche Hilfskraft am Zentralarchiv für empirische Sozialforschung.
Von September 2000 bis August 2002 unterstützte Sahle als wissenschaftlicher Mitarbeiter das von Manfred Thaller geleitete Forschungsprojekt „Codices Electronici Ecclesiae Coloniensis“, das von der Universität zu Köln sowie der Erzbischöflichen Diözesan- und Dombibliothek Köln durchgeführt wird. Im Anschluss erhielt er ein Promotionsstipendium des Landes Nordrhein-Westfalen, das er bis August 2003 belegte. Nach einer ersten Elternzeit arbeitete er zunächst ab September 2004 für sieben Monate als wissenschaftliche Hilfskraft am Historischen Seminar in Köln am Lehrstuhl für Geschichte der Frühen Neuzeit. Es folgte eine Anstellung als wissenschaftlicher Mitarbeiter von April 2005 bis Juni 2007 an der Niedersächsischen Staats- und Universitätsbibliothek Göttingen. Nach einer weiteren einjährigen Elternzeit wurde Sahle von Oktober 2008 bis 2011 an der Universität zu Köln als Lecturer in Humanities IT beschäftigt. Neben seiner Tätigkeit als wissenschaftlicher Mitarbeiter in der Initiative „Digital Research Infrastructure for the Arts and Humanities“ (DARIAH-DE), die sich der Schaffung einer digitalen Forschungsinfrastruktur für Geistes- und Kulturwissenschaften verschrieben hat, wurde Sahle 2011 als Gastprofessor an die Karl-Franzens-Universität in Graz berufen. Nachdem er 2013 bis 2014 die Vertretung der Juniorprofessur für Digital Humanities an der Universität zu Köln übernahm, bekleidete er dort von 2016 bis 2019 eine außerplanmäßige Professur im Fach Digital Humanities.
Von 2009 bis 2019 war Sahle als Mitarbeiter im Cologne Center for eHumanities (CCeH) in der Geschäftsführung und von 2012 bis 2019 im Data Center for the Humanities (DCH), das an der Universität zu Köln angegliedert ist, tätig. Von 2015 bis 2019 leitete Sahle die operative Umsetzung der zentralen Koordinierungsstelle Digital Humanities für die Nordrhein-Westfälische Akademie der Wissenschaften und der Künste (AWK).
2019 nahm Sahle den Ruf auf eine Professur für Digital Humanities an der Bergischen Universität Wuppertal an und wurde zum 1. Mai 2019 zum Universitätsprofessor ernannt.
Patrick Sahle ist Gründungsmitglied des Instituts für Dokumentologie und Editorik.

## Schriften (Auswahl)
- mit Bernhard Assmann: Digital ist besser. Die Monumenta Germaniae Historica mit den dMGH auf dem Weg in die Zukunft – eine Momentaufnahme. Norderstedt 2008, ISBN 3-8370-2987-5.
- Digitale Editionsformen. Zum Umgang mit der Überlieferung unter den Bedingungen des Medienwandels. Norderstedt 2013.
  - Teil 1. Das typografische Erbe. ISBN 978-3-8482-6320-2 (digital verfügbar unter: https://kups.ub.uni-koeln.de/5351/).
  - Teil 2. Befunde, Theorie und Methodik. ISBN 978-3-8482-5252-7 (digital verfügbar unter: https://kups.ub.uni-koeln.de/5352/).
  - Teil 3. Textbegriffe und Recodierung. ISBN 978-3-8482-5357-9 (digital verfügbar unter: https://kups.ub.uni-koeln.de/5353/).
- als Herausgeber mit Hannah Busch und Franz Fischer: Kodikologie und Paläographie im digitalen Zeitalter. Codicology and palaeography in the digital age. Norderstedt 2017, ISBN 3-7448-3877-3.